# Commission des clauses abusives
Pour les articles homonymes, voir CCA.
Instituée par l’article L. 822-4 du code de la consommation, la Commission des clauses abusives ou CCA est placée auprès du ministre chargé de la consommation. Son rôle est d’émettre des avis et des recommandations sur le caractère abusif de clauses contractuelles. 
Un appui technique auprès de la CCA est fourni par l'Institut national de la consommation. L'INC et la CCA disposent de services communs dirigés par un directeur général. L'INC met ainsi à disposition des agents pour la réalisation du secrétariat et de travaux de la Commission.

## Composition
La Commission des clauses abusives est composée de magistrats, de personnalités qualifiées en droit ou technique des contrats, de représentants des consommateurs, de représentants des professionnels. Elle comprend ainsi treize membres répartis de la manière suivante :
1° Un magistrat de l’ordre judiciaire, président ;
2° Deux magistrats de l’ordre judiciaire ou administratif ou membres du Conseil d’Etat parmi lesquels est désigné le vice-président ;
3° Deux personnalités qualifiées en matière de droit ou de technique des contrats, choisies après avis du Conseil national de la consommation ;
4° Quatre représentants des professionnels ;
5° Quatre représentants des consommateurs.
Le directeur général de l’INC ou son représentant peut participer aux séances de la commission des clauses abusives. Il ne prend pas part aux votes sur les recommandations et avis.
Le président et les membres de la commission sont nommés par arrêté du ministre chargé de la consommation pour un mandat de trois ans, renouvelable une fois.

## Missions
Les consommateurs peuvent s'appuyer sur les avis et les recommandations émis par la Commission des clauses abusives afin de régler un litige avec un professionnel.

### Les recommandations
La commission des clauses abusives peut être saisie pour recommandation par le ministre chargé de la consommation, par des associations agréées de défense des consommateurs ou par le professionnel intéressé. Selon l’article L. 822-5 du code de la consommation, elle peut également se saisir d’office.
Elle examine les modèles de contrats habituellement proposés par les professionnels aux consommateurs et recommande la suppression ou la modification des clauses qui ont pour objet ou pour effet de créer, au détriment du non-professionnel ou du consommateur, un déséquilibre significatif entre les droits et obligations des parties au contrat. 

### Les avis
La commission peut être saisie par un juge à l’occasion d’une instance pour donner son avis sur le caractère abusif d’une clause contractuelle. Cependant, il faut noter que l’avis ne lie pas le juge. La Commission fait connaitre son avis dans un délai maximum de trois mois à compter de sa saisine (Article R. 822-11 du code de la consommation).

### Les propositions de modifications législatives
La CCA est aussi en mesure d’émettre les propositions de modifications législatives ou réglementaires qui lui paraissent souhaitables. Ces propositions figurent dans le rapport d’activité de l’Institut national de la consommation, qui est remis au Président de la République et au Parlement et est rendu public (article R. 822-3 du code de la consommation).

## Fonctionnement
La Commission se réunit en formation plénière. 
Lorsqu’elle est saisie, ou de sa propre initiative, la Commission peut demander à la Direction générale de la concurrence, de la consommation et de la répression des fraudes (DGCCRF) de procéder à la collecte des modèles de contrats proposés dans un secteur économique déterminé. Ces contrats sont remis au rapporteur désigné par la Commission.
Elle examine ainsi le pré-rapport établi par le rapporteur. Le rapport adopté est ensuite communiqué aux parties intéressées du secteur concerné, qui sont invitées à présenter leurs observations à la Commission en présence du rapporteur.
À la suite de cette audition, le rapporteur élabore un projet de recommandation. Ce projet est soumis à la Commission qui en arrête le texte définitif.
Chaque année la Commission établit un rapport d’activité qui est consultable sur son site internet (mettre le lien externe).

## Historique des recommandations[7]
2017 : Contrats d'assurance complémentaire santé (17-01) ; Contrats relatifs aux Services de médias audiovisuels à la demande (SMAD) (17-02)
2016 : Contrats de déménagement, garde-meubles et stockage en libre-service (Nouveau) (16-01)
2014 : Contrats de fourniture de gaz et d'électricité (14-01) ; Contrats de fourniture de services de réseaux sociaux (14-02)
2013 : Location non saisonnière de logement meublé (13-01)
2012 : Syndics de copropriété (11-01) ; Services à la personne (12-01)
2010 : Soutien scolaire (10-01) ; Recommandation n° 10-02 relative aux contrats de prévoyance obsèques (10-02) 
2008 : Transports terrestres collectifs de voyageurs (complétant la recommandation n° 84-02) (08-03)
2007 : Services groupés de l'internet, du téléphone et de la télévision ("triple play") (07-01) ; Contrats de vente mobilière conclue par internet (07-02) ; Fourniture de voyages proposés sur internet (08-01) ; Contrats proposés par certains établissements hébergeant des personnes âgées et non habilités à recevoir des bénéficiaires de l'aide sociale (08-02)
2005 : Hôtellerie de plein air et locations d'emplacements de résidence mobile (05-01) ; Conventions de comptes bancaires (05-02) ; Auto-école (permis B) (05-03)
2004 : Insectes xylophages (04-01) ; Achat de véhicules automobiles de tourisme (04-02) ; Prêt immobilier (04-03)
2003 : Agences immobilières (03-02)
2002 : Vente de listes en matière immobilière (02-01) ; Assurance de protection juridique (02-03) ; Accès à l'internet (FAI) (03-01)
2001 : Distribution d'eau (complémentaire à la n° 85-01 du 19 novembre 1982) (01-01) ; Durée des contrats conclus entre professionnels et consommateurs (01-02) ; Formules d'accès au cinéma donnant droit à des entrées multiples (02-02)
2000 : Location de locaux à usage d'habitation (complétant la n° 80-04) (00-01)
1999 : Dépôt-vente (99-01) ; Radiotéléphones portable (mobiles) (99-02)
1998 : Abonnement au câble et à la télévision à péage (98-01)
1997 : Télésurveillance (97-01) ; Maintenance de certains équipements d'immeubles (97-02)
1996 : Locations de véhicules automobiles (96-02) ; Révélation de succession par les généalogistes (96-03)
1995 : Abonnement autoroutier (95-01) ; Contrats proposés par les éditeurs ou distributeurs de logiciels ou progiciels destinés à l'utilisation sur micro-ordinateurs (95-02) ; Syndics de copropriété (96-01)
1994 : Bons de commande et contrats de garantie des véhicules d'occasion (94-05) ; Séjours linguistiques (94-03) ; Locations saisonnières (94-04)
1991 : Contrats porteurs des cartes de paiement assorties ou non d'un crédit (94-02)
1990 : Contrats conclus entre professionnels et non-professionnels ou consommateurs (dite de synthèse) (91-02) ; Construction de maisons individuelles selon un plan établi à l'avance et proposé par le constructeur (complétant la n°81-02) (91-03) ; Location de certains biens mobiliers autres que les véhicules automobiles (91-04)
1989 : Assurance des véhicules automobiles de tourisme (89-01) ; Etablissements d'enseignement (91-01) ; Assurance complémentaire à un contrat de crédit à la consommation ou immobilier ou à un contrat de location avec option d'achat (90-01) ; Contrats d'assurance dénommés "dommages ouvrages" (90-02)
1988 : Accession à la propriété immobilière (88-01)
1987 : Agences matrimoniales (87-02) ; Clauses dites de consentement implicite (94-01) ; Clubs de sport à caractère lucratif (87-03)
1986 : Location avec option d'achat ou promesse de vente de biens de consommation (86-01) ; Remontées mécaniques dans les stations de sports d'hiver (86-02) ; Location de coffres-forts (87-01)
1985 : Etablissements hébergeant des personnes âgées (85-03) ; Contrats d'assurance dénommés "multirisques habitation" (85-04)
1984 : Fourniture de gaz de pétrole liquéfié (GPL) en vrac et de mise à disposition ou de vente de réservoir (84-01) ; Transport terrestre de voyageurs (84-02) ; Achat de véhicules automobiles de tourisme (85-02)
1983 : Contrats d'hôtellerie de plein air (84-03)
1982 : Déménageurs (82-02) ; Installation de cuisine (82-03) ; Droit à réparation en cas de perte ou de détérioration des films confiés à des laboratoires photographiques ou cinématographiques (82-04) ; Contrats de distribution de l'eau (85-01)
1981 : Contrats proposés par les transporteurs terrestres de marchandises et les commissionnaires de transport (82-01)
1980 : Location d'emplacements destinés à l'affichage publicitaire (80-01) ; Formation du contrat (80-03) ; Location de locaux à usage d'habitation (80-04) ; Achat d'objets d'ameublement (80-05) ; Délai de livraison (80-06) ; Construction de maisons individuelles selon un plan établi à l'avance et proposé par le constructeur (81-02) ; Équilibre des obligations en cas d'inexécution des contrats (81-01)
1979 : Contrats de vente immobilière imposant à l'acquéreur la continuation de l'assurance souscrite par le vendeur (80-02) ; Recours en justice (79-02)
1978 : Contrats de garantie (79-01)